# إموري سميث
إموري سميث (بالإنجليزية: Emory Smith)‏ هو لاعب كرة قدم أمريكية أمريكي، ولد في 21 مايو 1974 في بينساكولا في الولايات المتحدة.